# Жабокрит
Жа́бокрит (болг. Жабокрът) — село в Кюстендильській області Болгарії. Входить до складу общини Кюстендил.

## Населення
За даними перепису населення 2011 року у селі проживали 682 особи, з них 665 осіб (99,8%) — болгари.
Розподіл населення за віком у 2011 році:
Динаміка населення: